# Samantha Gilabert
Samantha Gilabert Garrido (Beniarrés , 6 de fevereiro de 1994), mais conhecida como Samantha, cantora e compositora valenciana. Ficou conhecida em 2020, após participar de talent-show espanhol chamado Operación Triunfo (OT), chegou na semi-final e conseguiu assinar com duas discografias, a Universal Music e a Musical Global. Antes disso já era conhecida na comunidade Valenciana por conta do seu antigo grupo musical Cactus.
Em 2015 publicou seu primeiro poemário chamado "Temps" e em Março de 2021 lança o seu segundo poemário chamado "Mi Refugio", um poemario intenso e sincero, que reflexiona sobre os medos e os dramas, mas também sobre amor e inspiração.
Em setembro de 2020, seu segundo single, Quiero que vuelvas , tornou-se número 1 no Spotify em mais de cinco países de língua espanhola. A versão valenciana mais intimista da mesma canção, Espere que tornes , também alcançou o primeiro lugar em vendas.
No final de 2020 lançou seu EP chamado "NADA", que já conta com mais de 40 milhões de streaming no spotify.

Atualmente é membro do júri do programa Duel de Veus (emissora À Punt), juntamente com apresentador Eugeni Alemany e a cantora Sole Giménez.

## Biografia
Filha de uma família de trabalhadores, ela nasceu com perda auditiva neurossensorial de 60% em cada ouvido.  Ela estudou linguagem musical, piano, o Grau Intermediário em Administração e o Grau Avançado em Turismo nas Ilhas Canárias .
Sob a influência da Calle 13 e da Orxata Sound System, formou o grupo de rap e "eletro-urbano" da cena alternativa valenciana Cactus, com o qual publicou duas gravações com a produção de Mark Dasousa e que lhes permitia tocar em festivais como Festivern.
Na gala de abertura da Operación Triunfo cantou uma versão do clássico tema «Que tinguem sort», de Lluís Llach, defendendo sua língua.

## Discografia
Singles
- Sin Más (Operación Triunfo, 2020)
- Quiero que Vuelvas (2020)
- Espero Que Tornes (2020)
- No Pasa Nada (2020)
- Un Poquito ft. Lérica (2020)

Álbuns
- Cactus (Halley Supernova, 2018)
- Roma (Halley Supernova, 2019)
- Nada (Universal Music/Musica Global, EP, 2020)